# Buttree Puedpong
Buttree Puedpong (in thailandese บุตรี เผือดผ่อง; 16 ottobre 1990) è una taekwondoka thailandese.

## Palmarès

### Olimpiadi
- 1 medaglia:
  - 1 argento (Pechino 2008 nei 49 kg)

### Mondiali
- 1 medaglia:
  - 1 bronzo (Copenaghen 2009 nei pesi fin)